# JAPANESE SINGER
《JAPANESE SINGER》是日本男歌手平井堅的第八張原創專輯，日本地區於2011年6月8日發行。

## 概述
- 距離上一張原創專輯『FAKIN' POP』長達三年多時間的第八張原創專輯。
- 收錄了2009年後發行的所有單曲「CANDY」、「戀上妳」、「Sing Forever」、「我愛你」、「真愛歲月」，未收錄任何單曲c/w曲。
- 新曲收錄數目較前作大幅提升，全13曲中有9首新歌，是自第二張專輯『Stare At』後收錄最多新曲的專輯。
- 自第四張專輯『gaining through losing』之後，再度與日本金牌製作人松尾潔一同製作專輯。
- 初回限定盤A、B皆DVD付。
- 專輯發行三個月後，以本專為主題的演唱會「KEN HIRAI Live Tour 2011 "JAPANESE SINGER"」於全國巡迴演出。

## 單曲銷量
- CANDY：ORICON最高第7名。銷量約1.4萬張
- 戀上妳：ORICON最高第3名。銷量約7萬張
- Sing Forever：ORICON最高第7名。銷量約1.5萬張
- 我愛你：ORICON最高第9名。銷量約3.4萬張
- 真愛歲月：ORICON最高第7名。銷量約3.1萬張

## 收錄曲

### CD
1. Sing Forever
  - 作詞・作曲：平井堅／編曲：松浦晃久
  - 爽快情報「バラエティー スッキリ!!」2010年10月度片尾曲
2. 真愛歲月
  - 作詞：平井堅、松尾潔／作曲：平井堅／編曲：鈴木Daichi秀行
  - TBS電視台連續劇「仁者俠醫：第二部」主題歌
3. CANDY
  - 作詞：平井堅／作曲：櫻井大介／編曲：田中直 for SUPA LOVE
4. 求求你Julie
  - 作詞・作曲：平井堅／編曲：田中直 for SUPA LOVE
5. 戀上妳
  - 作詞・作曲：平井堅／編曲：龜田誠治
  - 電影「我的初戀情人」主題歌
6. 再見我的愛
  - 作詞・作曲：松尾潔／編曲：Maestro-T・清水信之
7. R&B
  - 作詞・作曲：平井堅／編曲：田中直 for SUPA LOVE
8. Girls 3x
  - 作詞：平井堅、松尾潔／作曲：平井堅、中田亮／編曲：中田亮
  - Osaka Monaurail、EMI MARIA參與合唱
9. 我愛你
  - 作詞・作曲：平井堅／編曲：龜田誠治
  - 電影「新·第六感生死戀」主題歌
10. Blind Love
  - 作詞・作曲：平井堅／編曲：田中直 for SUPA LOVE
11. Miss Summer Time
  - 作詞：松尾潔／曲：川口大輔／編曲：田中直 for SUPA LOVE
12. 夢的另一端
  - 作詞・作曲：平井堅／編曲：川口大輔
  - 電影「星星守護犬」主題歌
13. 和你一起
  - 作詞・作曲：平井堅／編曲：鈴木大

### DVD

#### 初回限定盤A
『Ken Hirai 15th Anniversary Special!! Vol.4』@京瓷巨蛋大阪
1. Precious Junk
2. CANDY
3. ex-girlfriend
4. LOVE OR LUST
5. キャッチボール
6. the flower is you
7. 僕は君に恋をする
8. 瞳をとじて
9. 哀歌（エレジー）
10. Ring
11. アイシテル
12. Strawberry Sex
13. KISS OF LIFE
14. 君の好きなとこ
15. POP STAR
16. Love Love Love
17. Sing Forever
18. LIFE is...

#### 初回限定盤B
1. CANDY (Music Video)
2. 戀上妳 (Music Video)
3. Sing Forever (Music Video)
4. 我愛你 (Music Video)
5. 真愛歲月 (Music Video)
6. 夢的另一端 (Music Video)